# Спогодба Калфов – Политис
Калфов – Политис е двустранна спогодба между България и Гърция, подписана от външния министър Христо Калфов и гръцкия представител при Обществото на народите Николаос Политис. Документът подсигурява националните и културните права на българското малцинство в Гърция и на гръцкото малцинство в България. Договорът обаче никога не влиза в сила.

## Предпоставки
Обществото на народите е организация създадена по време на конференция от 14 февруари 1919 година на Парижката мирна конференция. Целта на организацията е да брани националните малцинства в Европа след края на Първата световна война и недопускане на разпалване на нови етнически конфликти. С подписването на Ньойския договор България признава новите държавни граници на Балканите. Въпросът за Западна Тракия и Егейска Македония (и положението на българското население в тези области) е част от националния проблем след края на войната. Българската външна политика в периода между войните се основава на прилагане на малцинствените клаузи в следвоенните договори, без обаче да се отказва от ревизията с мирни средства на други техни членове. В този контекст тя подкрепя опитите за засилване ефективността при намеса на Обществото на народите за разрешаване на възникнали противоречия между националната държава и инородните населения. Неразрешените проблеми на българското малцинство довеждат до подписването на договора.

## Договорът
На 29 септември 1924 година България и Гърция подписват протокола Калфов – Политис в Женева, като Обществото на народите одобрява спогодбата. Българското народно събрание бързо го ратифицира на 24 септември. Гръцкото правителство подписва спогодбата главно след вълната от недоволство на европейската общественост след избиването на беззащитни българи в село Търлис, а също и за да получи желан заем в размер на 10 000 000 стерлинги с помощта на Обществото на народите. В отговор Кралството на сърби, хървати и словени денонсира съюзния „отбранителен“ договор с Гърция от 19 май 1913 година. След получаването на външния заем гръцкият парламент не ратифицира спогодбата и на 3 февруари 1925 година отхвърля единодушно клаузите на протокола с аргумента, че: 
| „ | Той нарушава суверенитета на страната, като предвижда възможността представители на ОН да правят анкети и проучвания, да приемат оплаквания от българското малцинство, живеещо в независима и суверена гръцка държава. | “ |

 Поради това той така и не влиза в действие. Протестите на българското правителство против отказа на Атина да ратифицира договора, подкрепен от Обществото на народите, остават без резултат.